# Scytodes karrooica
Scytodes karrooica är en spindelart som beskrevs av William Frederick Purcell 1904. Scytodes karrooica ingår i släktet Scytodes och familjen spottspindlar. Inga underarter finns listade i Catalogue of Life.